# Andreas Pum

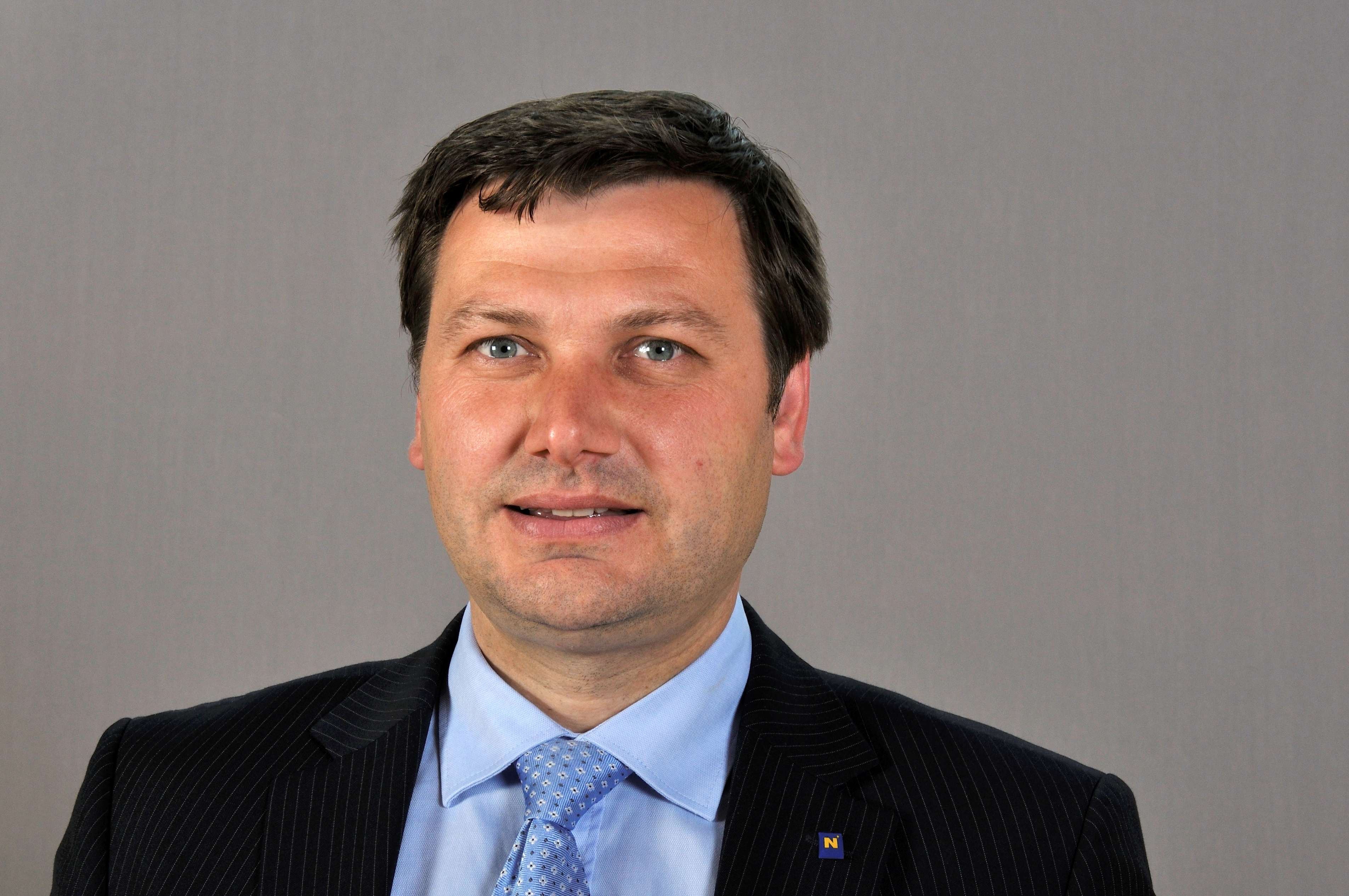
Andreas Pum (2013)

Andreas Pum (* 20. Mai 1971 in Linz) ist ein österreichischer Landwirt und Politiker (ÖVP). Pum war von 2003 bis 2013 Abgeordneter zum Landtag von Niederösterreich und von 2013 bis 2018 Mitglied des Bundesrates.

## Leben
Pum besuchte nach der Volks- und Hauptschule die Höhere Landwirtschaftliche Bundesanstalt in Sankt Florian, die er mit der Matura abschloss. Pum war in der Folge für die Firma Schaumann-Futtermittel tätig und arbeitete von 1993 bis 2007 für die Agrarmarkt Austria. Im Jahr 2000 übernahm er den elterlichen Betrieb in Sankt Valentin.

## Politik
Pum ist seit 1995 Gemeinderat in Sankt Valentin und wurde 1996/97 zum Stadtrat für Tiefbau gewählt. Er ist seit 2000 Landwirtschaftskammerrat und vertritt die ÖVP seit dem 11. Juni 2007 als Abgeordneter im Niederösterreichischen Landtag. Er folgte dabei dem ausgeschiedenen Abgeordneten Ignaz Hofmacher nach und übernahm die Agenden des Sportsprechers im ÖVP-Landtagsklub. Pum ist Mitglied des Österreichischen Bauernbundes und hat seit 2001 die Funktion des Ortsobmanns des Bauernbundes und seit 2002 des Hauptbezirksbauernbundes inne. Zudem wurde er 2005 zum Gemeindeparteiobmann der ÖVP St. Valentin gewählt. Pum wechselte per 24. April 2013 in den Bundesrat. Nach der Landtagswahl in Niederösterreich 2018 schied er mit 21. März 2018 aus dem Bundesrat aus.

## Auszeichnungen
- 2018: Großes Silbernes Ehrenzeichen für Verdienste um die Republik Österreich[2]